# Robert Bowes (avocat)
 (juin 2017).
Robert Bowes (vers 1492 - 28 février 1555) est un homme de loi et commandant militaire anglais.

## Origines et famille
Robert Bowes est né dans une famille noble anglaise. Il est un des descendants des premiers barons Willoughby. Sa famille est originaire du Yorkshire. Il naît dans une famille nombreuse, ayant quatre frères et six sœurs.

## Carrière
Il étudie le droit dans sa jeunesse mais est actif le long des Marches écossaises. En 1536 il commande l'armée royale face aux rebelles du Pèlerinage de Grâce. En 1542 il accompagne le duc de Norfolk lors de la campagne anglaise en Écosse. Il est attaqué à la bataille de Haddon Rig, et est fait prisonnier. En 1548, il participe à la défense de Haddington. En 1550, il est fait Gardien des Marches. En 1551, il négocie la fin des hostilités avec l'Écosse.

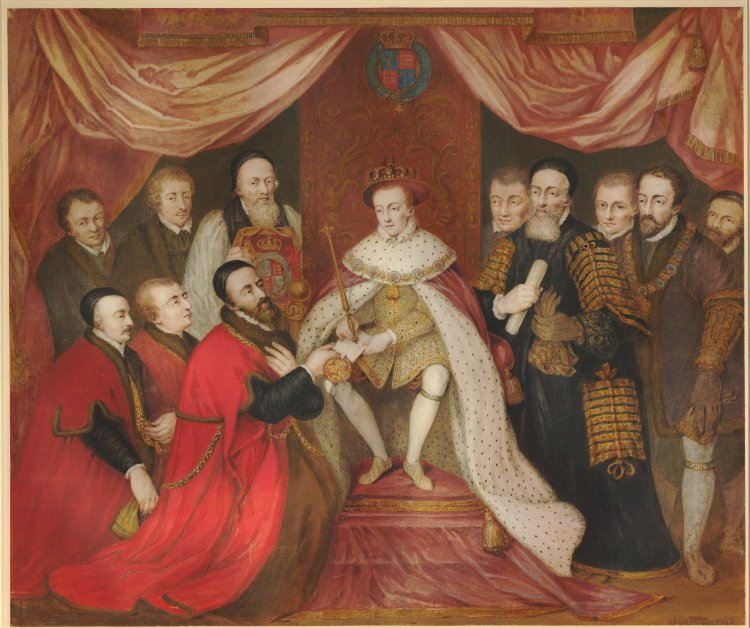
Édouard VI garantit une charte à Bridewell Palace. Bowes se trouve à sa droite.

En 1552, il est nommé Master of the Rolls par le roi Édouard VI. Il est membre du Conseil privé lors du bref avènement de Jane Grey en juillet 1553 mais n'est pas disgracié par la nouvelle reine Marie Tudor. Il quitte ses fonctions en 1554 et est envoyé fortifier Berwick-upon-Tweed.
Il meurt en 1555.